# Condición (derecho)
La condición, en derecho, es el acontecimiento futuro e incierto del cual depende el nacimiento o extinción de un derecho, una obligación o, en general, un Negocio jurídico. La condición constituye un elemento accidental del negocio jurídico, es decir, es adherida por las partes en el momento de constitui plural por acreedor y deudor  presracion de dar de dar

## Clasificación

### Según los efectos de la condición
Según el momento en el que se desencadene los efectos jurídicos, la condición podrá ser resolutoria o suspensiva. 
- Condición resolutoria: Condición cuyo cumplimiento determina el final de la eficacia o extinción del contrato u obligación.
- Condición suspensiva: Condición de cuyo cumplimiento se hace depender el comienzo de la eficacia obligatoria o contractual.

### Según las características del hecho condicional
Según el criterio de la relación del hecho condicional y la voluntad de los sujetos de la obligación. 
- Condición positiva: Supone la alteración del estado de cosas existentes.
- Condición negativa: Trasluce la permanencia inalterable de la situación fáctica existente al momento de la celebración del acto jurídico.
- Condición casual o aleatoria: El hecho condicional no depende objetivamente de la voluntad de las persona física o jurídica.
- Condición potestativa: La circunstancia recogida en la condición depende, en parte, de la voluntad de una de las partes, de las dos, o de un tercero ajeno a la relación jurídica.casual.
  - Condición puramente potestativa: El cumplimiento de la condición depende exclusivamente de la voluntad de una de las partes.
- Condición mixta: Involucran la actividad de uno de los contratantes y el hecho de un tercero.